# Emoia bismarckensis
Espèce
Statut de conservation UICN

 LC  : Préoccupation mineure
Emoia bismarckensis est une espèce de sauriens de la famille des Scincidae.

## Répartition
Cette espèce est endémique de l'archipel Bismarck en Papouasie-Nouvelle-Guinée.

## Étymologie
Son nom d'espèce, composé de bismarck et du suffixe latin -ensis, « qui vit dans, qui habite », lui a été donné en référence au lieu de sa découverte : l'archipel Bismarck.

## Publication originale
- Brown, 1983  : A new species of Emoia Reptilia, Sauria, (Scincidae) from New Britain. Steenstrupia, vol. 8, no 17, p. 317-324.